# Anna Marly

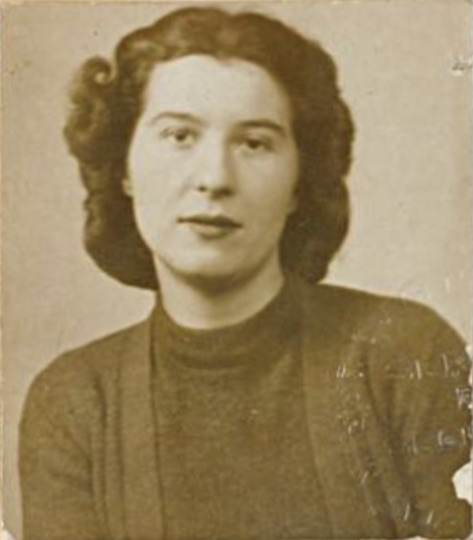
Anna Marly (1942)

Anna Jurjewna Marly (russisch Анна Юрьевна Марли; * 30. Oktober 1917 in Petrograd; † 15. Februar 2006 in Palmer) war eine aus Russland stammende französische Sängerin und Songschreiberin. Ihre Berühmtheit basiert auf dem Lied Chant des Partisans, das in der Zeit der deutschen Besetzung Frankreichs die Hymne des Widerstandes wurde.

## Kindheit und Jugend
Anna Marly wurde 1917 als Anna Jurjewna Betulinskaja (russisch Анна Юрьевна Бетулинская) in Petrograd geboren. Ihr Vater war Aristokrat und wurde in den Wirren der Oktoberrevolution erschossen. Zuerst flüchtete ihre Mutter mit ihr, ihrer Schwester und einem Kindermädchen nach Finnland, ehe sie sich an der französischen Riviera niederließen, wo es eine große Anzahl russischer Emigranten gab.
Als Jugendliche bekam sie Musikunterricht bei Prokofjew, im Alter von 16 Jahren war sie Tänzerin des russischen Balletts in Monte Carlo. Ein Jahr später ging Anna nach Paris.

## Pariser Zeit (1934–1940)
Im Alter von fast 17 Jahren bekam Anna ein Engagement im Kabarett Shéhérazade in der Rue Liége in Paris. Dort feierte sie, mit einer Gitarre zu eigenen Kompositionen auftretend, erste Erfolge. Ihren Künstlernamen Marly entnahm sie nach eigenem Bekunden aus dem Pariser Telefonbuch. 1937 wurde sie von der Russischen Emigrantengemeinschaft in Paris zur Vize-Miss Russland gewählt und nahm Ende des Jahres unter dem Namen Anna Betoulinski an der Wahl zur Miss Europe teil. Bei einem Auftritt in den Niederlanden lernte sie den holländischen Diplomaten Baron van Doorn kennen, den sie 1938 heiratete. 
Nach der Besetzung Frankreichs durch deutsche Truppen im Juni 1940 flohen beide über Spanien und Portugal nach London.

## Zeit im englischen Exil
Anna Marly nahm in London Kontakt mit den Vertretern des freien Frankreich auf. Sie wurde Mitglied der FFL, in deren Cafeteria sie arbeitete und auch auftrat. Ferner wirkte sie am französischen Radioprogramm der BBC mit, welches nach Frankreich gesendet wurde. Nach der Kesselschlacht bei Smolensk sang sie im Jahre 1942 ein russisches Lied. Der Literat Joseph Kessel und sein Neffe Maurice Druon schrieben dazu einen französischen Text. Dies war die Geburtsstunde des Chant des Partisans, der – nach Frankreich durch den Äther gesendet – zur Hymne der Résistance wurde. Während des Exils zerbrach ihre Ehe mit Baron van Doorn.

## Leben nach dem Krieg
1945 kehrte Anna Marly, inzwischen eine Berühmtheit geworden, nach Frankreich zurück. Als Botschafterin des Chansons trat sie in Südamerika und Afrika auf. In Brasilien lernte sie ihren zweiten Mann, den Russen Juri Smirnow, kennen. Sie schrieb über 300 Lieder. Der Song La complainte du partisan wurde unter anderem von Leonard Cohen, Yves Montand und Joan Baez interpretiert und in den Musikkanon der französischen Schulen aufgenommen.
Marly erfuhr zahlreiche Ehrungen, so erhielt sie 1985 von Präsident François Mitterrand den Orden der Ehrenlegion. 1959 ließ sie sich mit ihrem zweiten Mann in den USA nieder und erwarb im Jahre 1965 die amerikanische Staatsbürgerschaft. 1980 veröffentlichte sie ihre Biographie unter dem Titel Troubadour der Résistance. Nach dem Tod ihres Mannes im Jahre 2000 zog sie nach Alaska, wo sie sechs Jahre später verstarb.
Nach eigener Aussage freute sie am meisten, dass ihr Lied in Russland bekannt wurde. So, sagte sie, fand das Lied seinen Weg zurück in die Heimat.